# Košičtí eparchové
Košický eparcha je řeckokatolický sídelní biskup, který spravuje košickou eparchii. Před košickými eparchy v této oblasti působili (či ji spravovali) košičtí exarchové, ještě před nimi eparchové prešovští (1818–1997) a ještě před nimi eparchové mukačevští.

## Exarchové košičtí (1997–2008)
1. Milan Chautur (1997–2008, biskup Chautur byl jediným apoštolským exarchou v historii exarchátu, dříve byl pomocný biskup prešovský)

## Eparchové košičtí (od 2008)
1. Milan Chautur (2008-2020)
2. Cyril Vasiľ (od 2021)